# أناند شانكار
أناند شانكار (بالإنجليزية: Anand Shankar)‏ هو كاتب سيناريو ومخرج هندي، ولد في 26 نوفمبر 1986 في تاميل نادو في الهند.

## وصلات خارجية
- أناند شانكار على موقع IMDb (الإنجليزية)
- أناند شانكار على موقع أول موفي (الإنجليزية)
- أناند شانكار على موقع قاعدة بيانات الفيلم (الإنجليزية)
- أناند شانكار على موقع كينوبويسك (الروسية)